# Wymysłów (Ostrów w gminie Chęciny)
Wymysłów – część wsi Ostrów w Polsce, położona w województwie świętokrzyskim, w powiecie kieleckim, w gminie Chęciny.
W latach 1975–1998 Wymysłów administracyjnie należał do województwa kieleckiego.